# 拟鳞叶紫堇
拟鳞叶紫堇（学名：Corydalis roseotincta）为罂粟科紫堇属下的一个种。

## 扩展阅读
- 維基物種上的相關：拟鳞叶紫堇